# 清泉岩摩崖石刻及造像
清泉岩摩崖石刻及造像，位于中国福建省漳浦县大南坂农场下楼村。清泉岩亦名清泉庵，宋代始建，明代重修、扩建。大殿中供奉元至元年间（1264—1294）雕刻的释迦牟尼石雕像。有明、清时期摩崖石刻十余段，其中最为著名的有明万历元年（1573年）陈梧镌刻的“般若波罗密多心经”，清乾隆皇帝御书、蔡新镌刻的“觉岸”等。2005年5月11日公布为第六批福建省文物保护单位。